# Джероза, Винченца
Святая Винче́нца (Вике́нтия) Джеро́за (урожд. Катерина, итал. Vincenza Gerosa; 29 октября 1784, Ловере, Бергамо — 20 июня 1847, Ловере, Ломбардо-Венецианское королевство) — итальянская монахиня, соосновательница конгрегации «Сёстры милосердия Ловере» (вместе с Бартоломеей Капитанио).

## Биография
Родилась в Ловере 29 октября 1784 года в семье Джанантонио Джерозы и Джакомины Макарио; старшая из четырёх дочерей. Получала образование под руководством бенедиктинцев в Гандино, но слабое здоровье помешало завершить учёбу. Вернувшись в Ловере, помогала родителям в семейной кожевенной лавке. Потеряв родителей и всех родственников, Джероза осталась одна управлять бизнесом. Она направила наследство на благотворительные цели, активно помогала в местном приходе. Организовала группу духовной поддержки для женщин и открыла школу обучения бедных местных девочек домашнему хозяйству.
В 1824 году в Ловере Джероза познакомилась со школьной учительницей Бартоломеей Капитанио. Вместе они основали больницу, финансируемую за счет активов поместья Джерозы. Осенью 1832 года они основали конгрегацию «Сёстры милосердия Ловере» в Каса-де-Гайя. 21 ноября 1832 года — вместе с Капитанио — она дала монашеские обеты и приняла имя Винченца. Когда её подруга и сподвижница Капитанио умерла в 1833 году, сестра Винченца хотела вернуться к своей прежней жизни, но в итоге всё-таки продолжила работу.
Джероза умерла 29 июня 1847 года в Ловере после продолжительной болезни. На 2017 год в ордене «Сёстры милосердия Ловере» состояло больше 3800 сестёр, которые вели свою деятельность во многих точках мира.

## Прославление
Процесс канонизации начался при папе Пии X 4 декабря 1906 года, когда он объявил Джерозу слугой Божьей. 24 июля 1927 года папа Пий XI назвал её достопочтимой. Тот же понтифик беатифицировал Джерозу и её сподвижницу Капитанио в соборе Святого Петра 30 мая 1926 года. Папа Пий XII канонизировал их 18 мая 1950 года.